# Barrière de Shirakawa

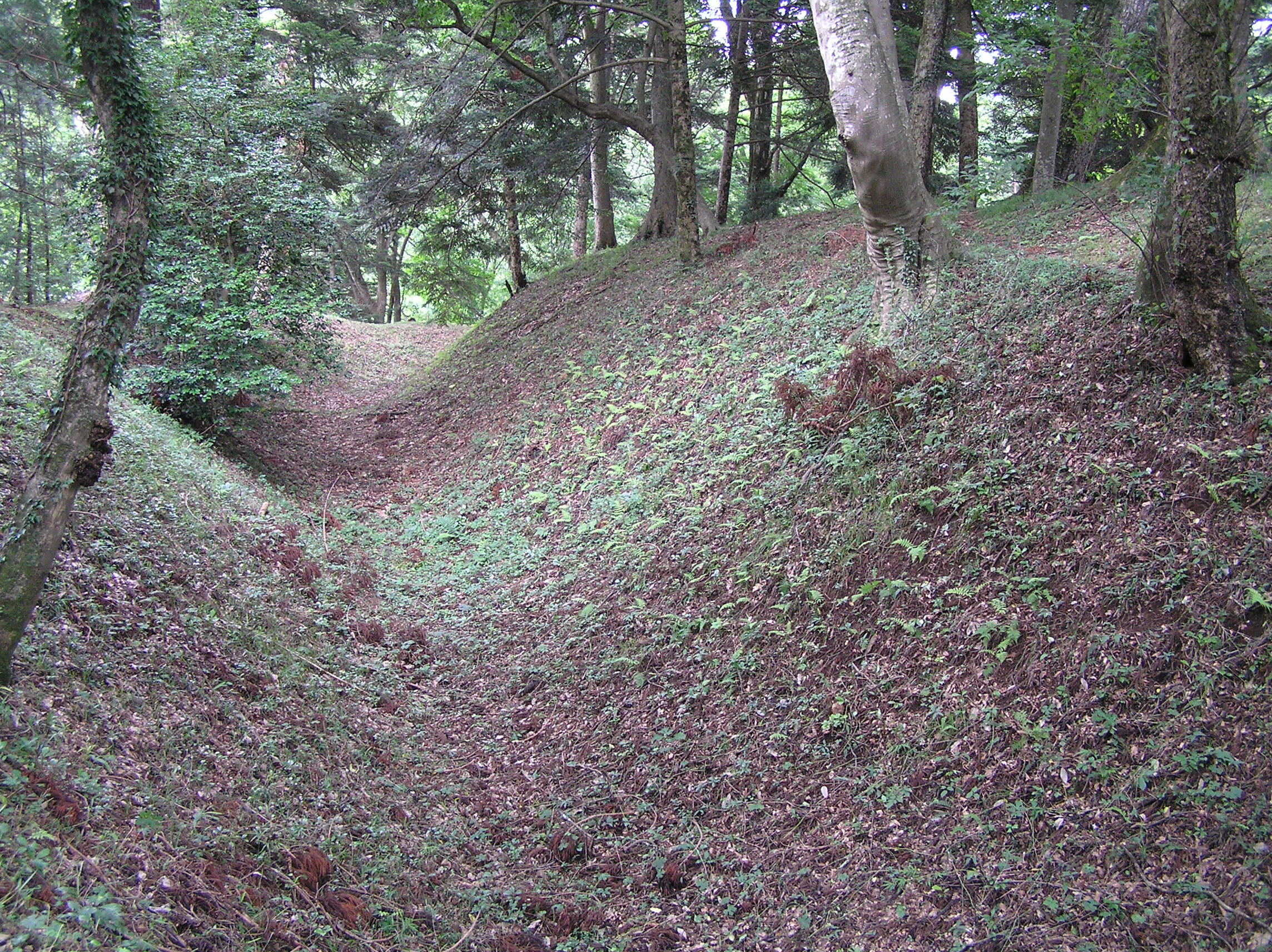
Site considéré comme la localisation de l’ancienne barrière de Shirakawa.

La barrière de Shirakawa (白河の関, Shirakawa no seki) est un site historique au Japon, qui marquait la frontière entre les provinces centrales et les terres du nord (Michinoku), ainsi qu’un point de passage obligé pour les voyageurs. Il n’en reste que des vestiges archéologiques de nos jours, au sud-est de la ville de Shirakawa. Le site est classé site historique (shiseki) au patrimoine culturel du Japon.
Il s'agit également d'un utamakura, un motif de la poésie japonaise évoquant par métaphore ou association d'idées un lieu célèbre pour sa beauté ou sa force émotionnelle. La barrière de Shirakawa est ainsi un thème récurrent de l’époque de Heian jusqu'à l’époque d'Edo, par exemple chez Taira no Kanemori, Nōin, Saigyō, Sōgi ou Bashō.

## Situation

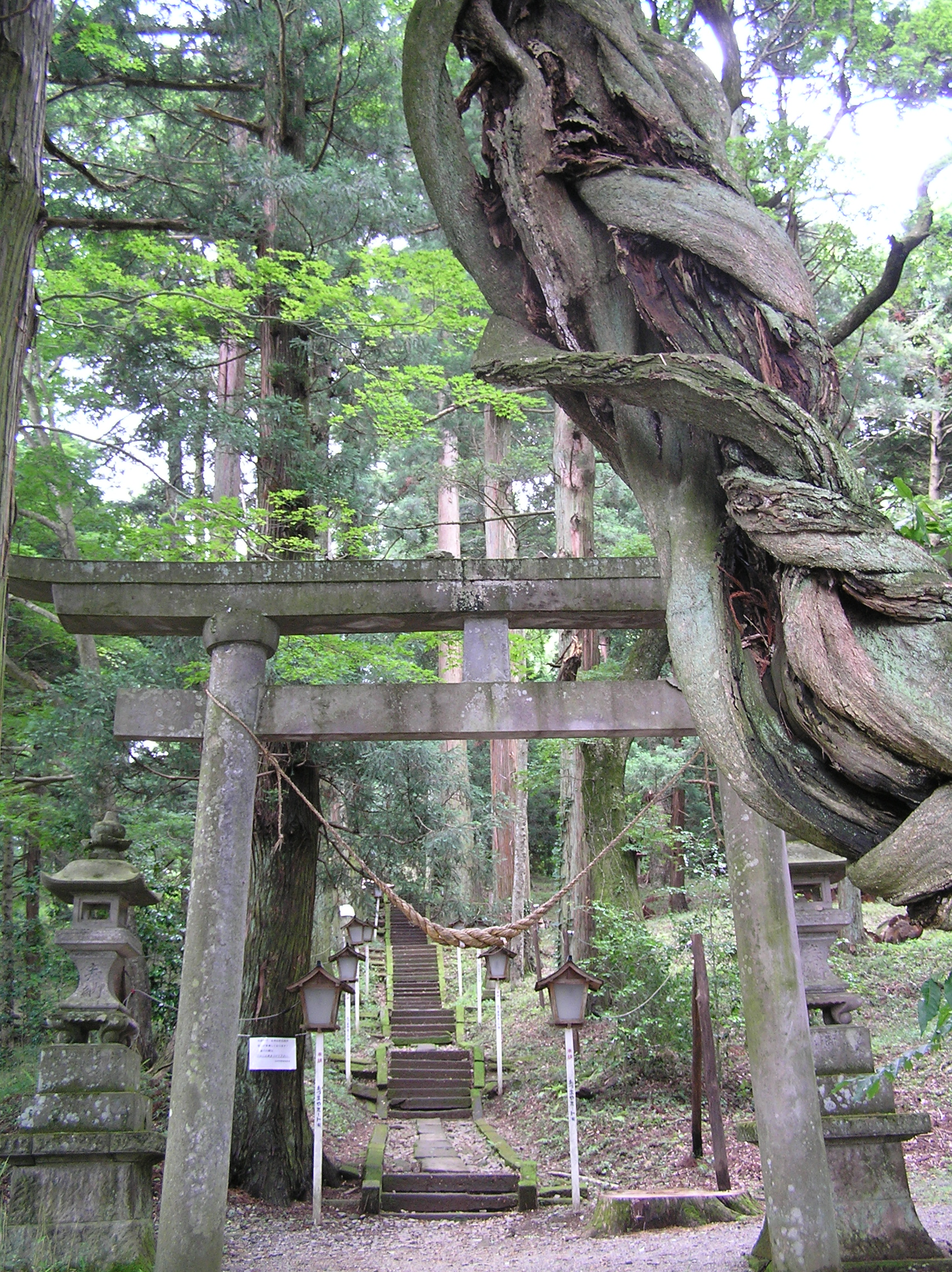
Entrée du sanctuaire de Shirakawa proche du site historique.

La barrière est située dans la préfecture de Fukushima, à la frontière avec la préfecture de Tochigi, au sud-est de la ville de Shirakawa, située sur l’ancienne Ōshū Kaidō (route d’Ōshū, une des Cinq routes d'Edo). Elle séparait les régions du centre et du nord du Japon,.

## Poésie
La barrière de Shirakawa constitue un utamakura récurrent, c’est-à-dire un motif poétique apprécié à partir de l’époque de Heian dans la poésie waka, ainsi qu’un meisho (vue fameuse du Japon). Dans la poésie traditionnelle waka, les poètes évoquaient des lieux fameux par métaphore exprimant leur beauté ou leur force émotionnelle, le plus souvent en lien avec les saisons. Ces associations entre un lieu et un motif poétique faisaient partie des utamakura. La barrière de Shirakawa est traditionnellement associée à l’automne, au vent d’automne et aux feuilles rouges des arbres. Elle était chère aux moines-poètes voyageurs tels Saigyō, Sōgi ou plus tard Bashō, et pouvait avoir une résonance tant poétique que religieuse.
Taira no Kanemori fut le premier poète connu de nos jours à composer sur la barrière :
S’il était un moyen 

à la capitale voudrais 

le faire savoir : 

ce jour d’hui j’ai franchi 

la barrière de Shirakawa
À la suite de Kanemori, le site était d’abord utilisé pour exprimer la distance et la séparation avec la capitale impériale, Kyoto (Heian-kyō) ; il s’agissait d’une des trois barrières majeures dans le nord du Japon et l’accès à la région la plus septentrionale (Michinoku), au-delà des provinces « civilisées, ». Puis le moine-poète Nōin associa la barrière avec le vent d’automne (aki kaze) dans le Goshūi Wakashū (1086) :
La capitale

avec les brumes de printemps

je l’ai quittée

et déjà souffle le vent d’automne

à la barrière de Shirakawa
Il mentionna le site dans sa collection Nōin utamakura. En 1170, Minamoto no Yorimasa reprit cette idée en évoquant les belles feuilles rouges de l’automne (reporté dans l’anthologie Senzaishū, 1183) à l’occasion d’un concours de poésie (utaawase) :
À la capitale

verts encore j’ai vu

les érables

dont les feuilles rouges tombent

à la barrière de Shirakawa
De nombreux poètes waka évoquèrent la barrière dans leurs œuvres, dont Saigyō ou Fujiwara no Kiyosuke. Iio Sōgi et son élève Sōchō, poètes renga (poésie produite collectivement par plusieurs auteurs), écrivirent également sur Shirakawa, car pour Sōgi, ce lieu ancien restait un motif poétique puissant, lyrique et émouvant,. Il composa sur le sujet son carnet de voyage poétique Shirakawa kikō, qui constitue un essai important d’incorporation de la poésie de voyage dans un récit en prose :
Je ne demande pas

que mon nom soit retenu

mais ce que je ressens

je le transmets aux générations futures

à la barrière de Shirakawa
Matsuo Bashō, fameux auteur de haïku du XVIIe siècle et admirateur de Saigyō, décrivit son périple à la barrière de Shirakawa dans son chef-d’œuvre La Sente étroite du Bout-du-Monde (Oku no hosomichi). Sous sa plume, le site marquait le passage vers un autre univers, le début d’un voyage en esprit dans le pays du « Bout-du-Monde » :

« Les jours affairés aux jours succèdent, tant et si bien que me voici à la barrière de Shirakawa, et là enfin je me sens l’âme d’un voyageur. Que l’on ait cherché le moyen d’“à la capitale le faire savoir”, voilà qui se conçoit. Il en est d’autres certes, mais cette barrière-ci est l’une des Trois Barrières, et elle a tenu l’intérêt des beaux esprits. À mon oreille retentit le vent d’automne, ma mémoire évoque des feuillages rougis, et la ramure verdoyante n’en a que plus de charme, À l’éblouissante blancheur des fleurs de deutzie s’ajoute l’épanouissement des fleurs de l’épine, et c’est dans la neige que j’ai le sentiment de franchir la passe. »

Et quand un voyageur lui demanda avec quel esprit il a passé la barrière de Shirakawa, il évoqua dans un célèbre haïku un simple chant paysan, les idées confuses en raison de la fatigue et de la puissante nostalgie des lieux :
Du goût poétique

du Nord premier exemple

chant du repiquage